# Thomas John Watson
Thomas John Watson (17 de fevereiro de 1874 — Nova Iorque, 19 de junho de 1956) foi um empresário estadunidense. Foi presidente da Computing-Tabulating-Recording Company, empresa que deu origem à IBM (International Business Machine), uma das poucas empresas da área de Tecnologia da Informação (TI) com uma história contínua que remonta ao século XIX.
Segundo uma história contada pelo guru da administração Peter Drucker, quando os japoneses procuraram exemplos nos Estados Unidos de empresas nas quais se basear para tentar reconstruir sua economia após a Segunda Guerra Mundial, a escolha foi óbvia: IBM, a empresa mais bem-sucedida do mundo. O escritor Kevin Maney nos conta esses e muitos outros casos e episódios fascinantes em The Maverick and His Machine: Thomas Watson, Sr. and the Making of IBM. O relato de Maney sobre o homem que criou a IBM e concebeu sua famosa cultura está extraordinariamente bem pesquisado e equilibrado. Watson nos revela vida, máculas e muito mais.

## Carreira

### National Cash Register Company
Watson passou por momentos difíceis até conseguir um emprego em 1903 na National Cash Register Company, de Dayton, Ohio. As caixas registradoras eram os dispositivos de alta tecnologia nas décadas de 1890 e 1900, e um número cada vez maior de varejistas passou a utilizar esse tipo de máquina para controlar o caixa e o estoque. Watson rapidamente descobriu sua grande vocação de vendedor nessa empresa.
A National Cash Register era a Microsoft da época e detinha o monopólio do mercado. A NCR fabricava seus produtos para durar e eles realmente duravam. Pequenas empresas independentes descobriram um nicho lucrativo na reforma e venda de máquinas usadas a firmas menores que não tinham como bancar máquinas novas. O presidente e fundador da NCR, John Patterson, odiava a ideia de que outras empresas pudessem ganhar dinheiro com as “suas” máquinas. Assim, criou uma organização fictícia, com Watson na direção, para negociar máquinas usadas. Financiada e controlada pela NCR com o único propósito de eliminar os concorrentes da NCR, a empresa tinha recursos para pagar preços mais altos pelas máquinas usadas e depois vendê-las a preços menores. Assim, arruinou praticamente todos os concorrentes.
Watson dirigiu a divisão com sucesso, sem pensar nas repercussões legais ou morais de seus atos ou dos atos da empresa, até que o governo federal descobriu as atividades da NCR e indiciou a empresa e seus principais diretores. Todos os diretores, inclusive Watson, foram condenados. Depois de mais de uma década de sucesso crescente na NCR, Watson, que havia recentemente casado e constituído família, se viu diante da perspectiva muito real da prisão.

### Computing-Tabulating-Recording Company
Em 1914, Watson deixou a NCR com a mancha da condenação por crime qualificado e uma possível sentença de prisão pairando sobre sua cabeça. Foi para Nova York, onde conversou com Charles Flint, empresário com um portfólio que englobava diversas empresas. Pouco tempo antes, Flint havia agrupado três de suas empresas mais problemáticas e encontrou em Watson o homem de que precisava para comandar o novo empreendimento. E é aí, como dizem, que a história começa: Watson recomeçou a vida em Nova York, como o responsável pela Computing-Tabulating-Recording Company, a base da IBM de hoje.
A empresa era uma mixórdia de organizações que fabricavam relógios de ponto, balanças de peso e dispositivos rudimentares de tabulação. Foi neste último negócio que Watson viu uma oportunidade. O principal cliente das máquinas de tabulação automática era o Departamento de Censo do governo federal. Mas Watson enxergou potencial para crescimento na expansão de grandes negócios, em especial bancos, seguros e indústrias.
Watson levou com ele as melhores ideias que havia visto John Patterson implementar na NCR, inclusive a obsessão de Patterson por cultura. E não demorou em criar a base da cultura que tornaria a IBM famosa. Conclamou seus homens a se vestirem em estilo similar ao dos clientes que visitavam. Instituiu cotas e concursos de vendas. As reuniões com sua equipe de vendas assumiam o ar de encenações teatrais.

### Mudanças na CTRC: a criação da IBM
Em 1924, Watson mudou o nome de sua próspera empresa: do “desajeitado” Computing-Tabulating-Recording Company para International Business Machines. O nome tinha o som que Watson procurava. Muitos, no entanto, não ligaram para o novo nome, inclusive um cliente, vice-presidente de um grande banco, que escreveu: “O nome Computing-Tabulating-Recording Company é para mim muito mais eufônico e me impressiona por ser um nome mais grandioso e substancial do que o novo nome”. O banco para o qual esse crítico trabalhava não existe mais, enquanto a IBM continua aí.
Depois da quebra da bolsa em 1929, Watson estava determinado: sua empresa não ia simplesmente sobreviver, mas prosperar. Ele fez uma jogada arriscada ao assentar as bases para a expansão futura em plena Depressão. Por várias vezes a empresa teve altos e baixos, mas acabou sendo extremamente bem-sucedida durante toda a década de 1930, quando abriu novos mercados no exterior.
Watson havia sido profundamente influenciado por Charles Kettering, o brilhante engenheiro responsável por grande parte das inovações mais importantes da General Motors. Watson conheceu Kettering quando os dois eram jovens, no início de suas carreiras na NCR, em Dayton. Foi Kettering quem infundiu em Watson tanto a compreensão quanto o reconhecimento da importância da pesquisa e do desenvolvimento em qualquer organização: “Watson acreditava que pesquisa e desenvolvimento conduziriam às vendas”. Foi sua paixão por melhorias tecnológicas que acabou por levá-lo a construir o que se tornaria o famoso laboratório da IBM.
No entanto, não foi a tecnologia, mas a cultura da IBM que impulsionou o sucesso da empresa: “A cultura da IBM era uma coisa totalmente nova… [A empresa] não era a melhor do mundo em nenhum aspecto do seu negócio… O que a IBM de Watson fez melhor do que qualquer outra empresa do mundo foi criar e administrar uma cultura corporativa forte, coesa – e bem-sucedida. Por sua vez, essa cultura uniu as várias divisões da empresa e motivou os funcionários de um modo que os concorrentes não conseguiam superar”, escreve Maney. Foi essa cultura que os japoneses acharam tão atraente para ser imitada após a Segunda Guerra Mundial.
Basicamente, foi essa vaidosa cultura IBM que acabou por levar a empresa à ruína. Apesar dos onipresentes e iconoclásticos sinais “THINK” (pense) que Watson colocou em toda a empresa, a cultura “eliminou o pensamento crítico da empresa e fez com que Watson pensasse que estava sempre certo”. Parece que seus gerentes raramente ofereciam qualquer coisa além de um “Sim, Mr. Watson”. Conforme os anos se passaram e a empresa ficou mais famosa, a capacidade de Watson de ouvir qualquer pessoa que mesmo remotamente discordasse dele se evaporou.
Atualmente a IBM fabrica e vende Hardware e Software, oferece serviços de infraestrutura, serviços de hospedagem e serviços de consultoria nas áreas que vão desde computadores de grande porte até a nanotecnologia. Foi apelidada de "Big Blue" por adotar o azul como sua cor corporativa oficial.
Maney conclui: “Thomas John Watson Sr. viveu uma grande vida americana. Começou pobre, construiu uma grande empresa, ganhou milhões de dólares e mudou o mundo. Fez isso apesar de enormes falhas… Mas os pontos fortes de Watson eram inúmeros. Ele foi abençoado com aquele raro carisma que inspira os seguidores a realmente adorarem seu líder… Watson viveu para a empresa. Ele personificava a empresa. Cada gota de sua ambição pessoal era inseparável de sua ambição pela IBM”.
Sepultado no Cemitério de Sleepy Hollow.

### Relações com a Alemanha nazista antes da Segunda Guerra Mundial
A fusão de Watson de diplomacia e negócios nem sempre foi elogiada. Em 1937 Watson conheceu Adolf Hitler em sua qualidade de Presidente da Câmara Internacional de Comércio. Durante a década de 1930, a subsidiária alemã da IBM foi sua operação estrangeira mais lucrativa, e um livro de 2001 de Edwin Black, IBM e o holocausto, prova que a busca de lucro de Watson o levou a aprovar pessoalmente e liderar a relação tecnológica estratégica da IBM com a Alemanha nazista. Descreve como a IBM forneceu o equipamento tabulador que Hitler usou para reunir os judeus. Suas máquinas hollerith estão no Museu do Holocausto hoje. O livro descreve as cartas de perfuração da IBM como "uma carta com buracos padronizados", cada uma representando uma característica diferente do indivíduo. O cartão foi alimentado em um "leitor" e classificado. Cartões de perfuração identificaram judeus pelo nome. Cada um serviu como "um código de barras do século XIX para os seres humanos". Em particular, os críticos apontam para a Medalha da Águia Alemã que Watson recebeu na reunião do ICC de Berlim em 1937, como evidência de que ele estava sendo homenageado pela ajuda que a subsidiária alemã da IBM, Dehomag (Deutsche Hollerith-Maschinen Gesellschaft mbH) e suas máquinas de cartão de perfuração forneceram ao regime nazista, particularmente na tabulação de dados censitários (ou seja, localização de judeus). Outro estudo argumenta que Watson acreditava, talvez ingenuamente, que a medalha era em reconhecimento de seus anos de trabalho em nome do comércio global e da paz internacional. Dentro de um ano do congresso de Berlim, porém, onde as esperanças de Watson tinham corrido alto, ele encontrou-se fortemente protestando contra a política alemã em relação aos judeus.
Por causa de seus fortes sentimentos sobre o assunto, Watson queria retornar sua citação alemã pouco depois de recebê-la. Quando o Secretário de Estado Hull o aconselhou contra esse curso de ação, ele desistiu da ideia até a primavera de 1940. Então Hull recusou conselhos, e Watson enviou a medalha de volta em junho de 1940. gestão da Dehomag desaprovou a ação de Watson e considerou separar-se da IBM. Isso ocorreu quando a Alemanha declarou guerra aos Estados Unidos em dezembro de 1941, e os acionistas alemães tomaram a custódia da operação Dehomag. Mas durante a Segunda Guerra Mundial, as subsidiárias da IBM na Europa ocupada nunca pararam de entregar cartões de perfuração à Dehomag, e documentos descobertos mostram que executivos seniores na sede mundial da IBM em Nova York se esforçaram muito para manter a autoridade legal sobre as operações e ativos da Dehomag através da intervenção pessoal de gerentes da IBM na Suíça neutra, dirigida via comunicações pessoais e cartas privadas.

### Relações com o governo dos EUA durante a Segunda Guerra Mundial
Durante esse mesmo período, a IBM se envolveu mais profundamente no esforço de guerra para os EUA, focando na produção de grandes quantidades de equipamentos de processamento de dados para os militares e experimentando com computadores analógicos. Watson, também desenvolveu a "doutrina de 1%" para os lucros da guerra que determinou que a IBM recebesse não mais do que 1% de lucro com as vendas de equipamento militar para o governo dos EUA. Watson foi um dos poucos CEO's a desenvolver tal política.
Em 1941, Watson recebeu o terceiro maior pacote de salário e compensação nos EUA, US$ 517 221, sobre o qual ele pagou 69% em impostos.
Watson tinha um interesse pessoal no progresso da guerra. Seu filho mais velho, Thomas J. Watson Jr., juntou-se ao Corpo Aéreo do Exército dos Estados Unidos e tornou-se um piloto de bombardeiros. Ele logo foi escolhido a dedo para se tornar o assistente e piloto pessoal do General Follet Bradley, que estava encarregado de todos os equipamentos lend-lease fornecidos à União Soviética dos Estados Unidos. Seu filho mais novo, Arthur K. Watson, também se juntou ao exército durante o conflito.

### Pós-Segunda Guerra Mundial
Watson trabalhou com líderes locais para criar uma faculdade na área de Binghamton, onde a IBM foi fundada e tinha grandes fábricas. Em 1946, a IBM forneceu terras e fundos para a Triple Cities College, uma extensão da Universidade de Syracuse. Mais tarde, tornou-se conhecido como Harpur College, e eventualmente evoluiu para a Universidade de Binghamton. Sua Escola de Engenharia e Ciências Aplicadas é nomeada a Escola de Engenharia e Ciências Aplicadas Thomas J. Watson. A fábrica da IBM na cidade vizinha de Endicott diminuiu drasticamente, no entanto.
Após a Segunda Guerra Mundial, Watson começou a trabalhar para aumentar a extensão da influência da IBM no exterior e, em 1949, criou a IBM World Trade Corporation, a fim de supervisionar os negócios estrangeiros da IBM.
Em 8 de maio de 1956 Watson se aposentou e seu filho mais velho, Thomas J. Watson Jr., assumiu o cargo de CEO. Ele morreu em 19 de junho de 1956 em Manhattan, Nova York. Ele foi enterrado no Cemitério Sleepy Hollow em Sleepy Hollow, Nova York.

## Vida pessoal
Watson casou-se com Jeanette Kittredge, de uma proeminente família ferroviária de Dayton, Ohio, em 17 de abril de 1913. Eles tiveram dois filhos e duas filhas.
1. Thomas Watson Jr. sucedeu seu pai como presidente da IBM e mais tarde serviu como embaixador da União Soviética sob Jimmy Carter;
2. Jeanette Watson Irwin casou-se com o empresário John N. Irwin II, mais tarde embaixador na França;
3. Helen Watson Buckner tornou-se uma importante filantropa em Nova York;
4. Arthur K. Watson serviu como presidente da IBM World Trade Corporation e mais tarde, como embaixador na França.

Como democrata (após sua acusação criminal pela Administração Taft), Watson era um ardente defensor de Roosevelt. Ele era um dos mais proeminentes empresários do Partido Democrata. Ele era considerado o maior apoiador de Roosevelt na comunidade empresarial. Watson serviu como um poderoso administrador da Universidade de Columbia de 6 de junho de 1933, até sua morte. Ele projetou a seleção de Dwight D. Eisenhower como seu presidente e desempenhou o papel central em convencer Eisenhower a se tornar presidente da universidade. Além disso, ele serviu como administrador do Lafayette College e é o homônimo do Watson Hall, um salão de residência no campus.
Em 1936, a Suprema Corte dos EUA confirmou uma decisão da corte inferior de que a IBM, juntamente com a Remington Rand, deveria cessar sua prática de exigir que seus clientes comprassem seus cartões de perfuração apenas dele. A decisão fez pouca diferença porque a IBM era o único fornecedor efetivo para o mercado, e os lucros continuaram inalterados.
Em 1937, Watson recebeu a Ordem da Águia Alemã por Adolf Hitler. Watson também foi presidente da Câmara Internacional de Comércio em 1937; a medalha foi concedida enquanto o ICC estava reunido na Alemanha naquele ano.
Em 1939, ele recebeu um diploma honorário em Doutorado em Ciência Comercial pela Universidade de Oglethorpe.
Na década de 1940, Watson estava no conselho executivo nacional dos Escoteiros da América e serviu por um tempo como comissário escoteiro internacional. E. Urner Goodman conta que o idoso Watson participou de uma reunião internacional de comissários escoteiros na Suíça, onde o fundador da IBM pediu para não ser colocado em um pedestal. Antes da conferência acabar, Goodman relata, Watson "... sentou-se ao lado da fogueira, com uniforme escoteiro, "mastigando a gordura" como o resto dos meninos". Recebeu o Prêmio Silver Buffalo em 1944. Seu filho, Thomas Jr., mais tarde serviu como presidente nacional dos Escoteiros da América de 1964 a 1968. Ele também foi introduzido no Hall da Fama do Condado de Steuben (NY). Ao longo de sua vida Watson continuou a possuir e desfrutar da fazenda da família em que ele nasceu. Em 1955, ele e sua esposa o presentearam, juntamente com um milhão de dólares, para a Igreja Metodista para uso como um centro de retiro e conferência, para ser nomeado Watson Homestead em memória de seus pais. Watson Homestead tornou-se independente de sua igreja em 1995, e continua como um centro de conferências e retiros. A escola de um quarto que Watson frequentava quando criança ainda está no terreno.
Watson foi presidente do comitê centenário do Elmira College em 1955 e doou Watson Hall, principalmente um edifício acadêmico de música e matemática.
Ele foi postumamente introduzido no Junior Achievement Hall of Fame dos EUA em 1990.

## Atribuição famosa
Embora Watson seja bem conhecido por sua suposta declaração de 1943, "Acho que há um mercado mundial para talvez cinco computadores", há poucas evidências de que ele disse isso. O autor Kevin Maney tentou encontrar a origem da citação, mas não conseguiu localizar quaisquer discursos ou documentos de Watson que contenham isso, nem as palavras presentes em nenhum artigo contemporâneo sobre a IBM.
Uma das primeiras atribuições está na revista alemã Der Spiegel de 22 de maio de 1965, afirmando que o chefe da IBM Thomas Watson não estava interessado nas novas máquinas inicialmente, e quando os primeiros testes comerciais apareceram no início da década de 1950, enchendo andares inteiros com milhares de tubos de vácuo geradores de calor, ele estimou a demanda pela economia dos EUA em um máximo de cinco.
Atribuições posteriores podem ser encontradas em The Experts Speak, um livro escrito por Christopher Cerf e Victor S. Navasky em 1984, no entanto Cerf e Navasky apenas citam de um livro escrito por Morgan e Langford, Facts and Fallacies. Outra fonte do artigo inicial (15 de maio de 1985) é uma coluna de Neil Morgan, um escritor do San Diego Evening Tribune que escreveu: "Forrest Shumway, presidente da The Signal Cos., não faz previsões. Seu modelo é Tom Watson, então presidente da IBM, que disse em 1958: "Acho que há um mercado mundial para cerca de cinco computadores. "A citação mais antiga conhecida na Internet é de 1986 na Usenet na assinatura de um pôster da Convex Computer Corporation como ""Acho que há um mercado mundial para cerca de cinco computadores" — Observação atribuída a Thomas J. Watson (Presidente do Conselho de Máquinas de Negócios Internacionais), 1943". Todas essas citações iniciais são questionadas por Eric Weiss, editor dos Anais da História da Computação em letras ACS em 1985.
 

Existem versões documentadas de citações semelhantes por outras pessoas no início da história do computador. Em 1946 Sir Charles G. Darwin (neto do famoso naturalista), chefe do NPL (Laboratório Físico Nacional) britânico, onde a pesquisa sobre computadores estava ocorrendo, escreveu:
É muito possível que... uma máquina seria suficiente para resolver todos os problemas que são exigidos dele de todo o país. 
Em 1985, a história foi discutida no Usenet (em net.misc), sem que o nome de Watson fosse anexado. A discussão original não sobreviveu, mas uma explicação tem; atribui uma citação muito semelhante ao professor matemático de Cambridge Douglas Hartree, por volta de 1951:
Fui ver o professor Douglas Hartree, que construiu os primeiros analisadores diferenciais na Inglaterra e tinha mais experiência em usar esses computadores muito especializados do que qualquer outro. Ele me disse que, em sua opinião, todos os cálculos que seriam necessários neste país poderiam ser feitos nos três computadores digitais que estavam sendo construídos — um em Cambridge, um em Teddingtone outro em Manchester. Ninguém mais, ele disse, jamais precisaria de máquinas próprias, ou seria capaz de comprá-las. 
Howard H. Aiken fez uma declaração semelhante em 1952:
Originalmente, pensava-se que se houvesse meia dúzia de computadores grandes neste país, escondidos em laboratórios de pesquisa, isso cuidaria de todos os requisitos que tínhamos em todo o país. 
A história já havia sido descrita como um mito em 1973; o Economist citou Maney como "revelando que Watson nunca fez sua previsão de que havia 'um mercado mundial para talvez cinco computadores.
Uma vez que a atribuição normalmente é usada para demonstrar a falácia das previsões, se Watson tivesse feito tal previsão em 1943, então, como Gordon Bell apontou em sua palestra de celebração de 50 anos, teria se mantido verdadeiro por cerca de dez anos.
Os arquivos da IBM de Perguntas Frequentes observam um inquérito sobre se ele disse na década de 1950 que ele previu um potencial de mercado para apenas cinco computadores eletrônicos. O documento diz que não, mas cita seu filho e então presidente da IBM Thomas J. Watson Jr., na reunião anual de acionistas da IBM, 28 de abril de 1953, como falando sobre a IBM 701 Electronic Data Processing Machine, que identifica como "o primeiro computador de produção da empresa projetado para cálculos científicos". Ele disse que "a IBM desenvolveu um plano de papel para tal máquina e levou este plano de papel em todo o país para cerca de 20 preocupações que pensávamos que poderia usar tal máquina. Eu gostaria de dizer-lhe que a máquina aluga entre US$ 12 000 e US$ 18 000 por mês, por isso não era o tipo de coisa que poderia ser vendido de um lugar para outro. Mas, como resultado da nossa viagem, na qual esperávamos receber encomendas de cinco máquinas, voltamos para casa com encomendas para 18." Watson Jr., mais tarde deu uma versão ligeiramente diferente da história em sua autobiografia, onde ele disse que a amostragem inicial do mercado indicou 11 tomadores firmes e mais 10 pedidos prospectivos.

## Lema famoso
"PENSE" – Watson começou a usar "THINK" para motivar, ou inspirar, funcionários enquanto estava na NCR e continuou a usá-lo na CTR. A primeira marca comercial da CTR. International Business Machines nos EUA foi para o nome "THINK" arquivado como marca registrada dos EUA em 6 de junho de 1935, com a descrição "publicações periódicas". Esta marca foi arquivada quatorze anos antes da empresa pedir uma marca comercial nos EUA sobre o nome IBM. Um artigo biográfico em 1940 observou que "Esta palavra está na parede mais visível de cada quarto em cada prédio da IBM. Cada funcionário carrega um caderno THINK para registrar inspirações. A papelaria da empresa, fósforos, raspadinhas todos carregam a inscrição, THINK. Uma revista mensal chamada 'Pense' é distribuída aos funcionários. THINK continua sendo parte da cultura corporativa da IBM; foi a inspiração por trás da nomeação da linha de notebooks de sucesso da IBM, IBM ThinkPad. Em 2007, a IBM Mid America Employees Federal Credit Union mudou seu nome para Think Mutual Bank.